# Billy Jim
Back Pay is een Amerikaanse western uit 1922 onder regie van Frank Borzage.

## Verhaal
De rijke cowboy Billy Jim raakt in de trein verwikkeld in een dispuut. Hij krijgt een duchtige schrobbering van Marsha Dunford en hij wordt verliefd op haar. Later treft hij haar vastgebonden op een stoel aan in een coupé en hij komt erachter dat ze samen met haar vader op weg is naar een mijnstreek. Billy Jim speelt vals met kaarten, huurt een wagen en komt voor Marsha aan in het gebied. Daar jaagt hij enkele goudzoekers weg, die bezit hebben genomen van de grond waar Marsha's vader aanspraak op maakt. Wanneer Billy Jim wordt gearresteerd door een sheriff, omdat hij vals heeft gespeeld bij het kaarten, blijkt dat hij een rijke veehouder is. Marsha en Billy Jim leven nog lang en gelukkig.

## Rolverdeling
| Acteur           | Personage        |
| ---------------- | ---------------- |
| Fred Stone       | Billy Jim        |
| Millicent Fisher | Marsha Dunforth  |
| George Hernandez | Dudley Dunforth  |
| Billy Bletcher   | Jimmy            |
| Marian Skinner   | Mevrouw Dunforth |
| Frank Thorne     | Roy Forsythe     |